# Barlindåsen
El Barlindåsen és una muntanya de 398 metres que es troba al comtat d'Akershus (Noruega).